# نذير (روبوت عسكري)
روبوت نذير: هو روبوت عسكري لإطلاق الصواريخ إيراني الصنع بعدة نماذج رباعي العجلات وسداسي العجلات. ويُعَد هذا الروبوت المسلح عبارة عن مركبة تلقائية مسيّرة. ومن أهم مميزات الروبوت المسلح نذير، هو أنه يمكن التحكم به عن بعد، والتخطيط لاستخدامه في المهمات الإستطلاعية والقتالية وإمكانية تزويده بصاروخ للدفاع الجوي بشعاع عملاني قابل للتحكم حتى كيلومترين. ويرجع تأريخ الإعلان الرسمي عن روبوت نذير إلى عام 2015م، حيث أُقيمَت برعاية قائد سلاح البر في جيش الجمهورية الإيرانية العميد أحمد رضا بوردستان مراسم إزاحة الستار عن عدد من الإنجازات الدفاعية الجديدة بينها الروبوت المسلح نذير في إطار الإنجازات الدفاعية التي حققتها جمهورية إيران في داخل البلاد وبيد خبراء ومتخصصين إيرانيين. بالإضافة إلى روبوت نذير فقد تم تدشين جرافة يتم التحكم بها عن بعد، ومنظومة دخان متعددة البارامترات للإستتار العملاني، والتي لها القدرة على التشويش على المنظومات الليزرية والتغطية البصرية وكذلك التشويش على الكاميرات الحرارية والاستخدام في مختلف الأبعاد العملانية.

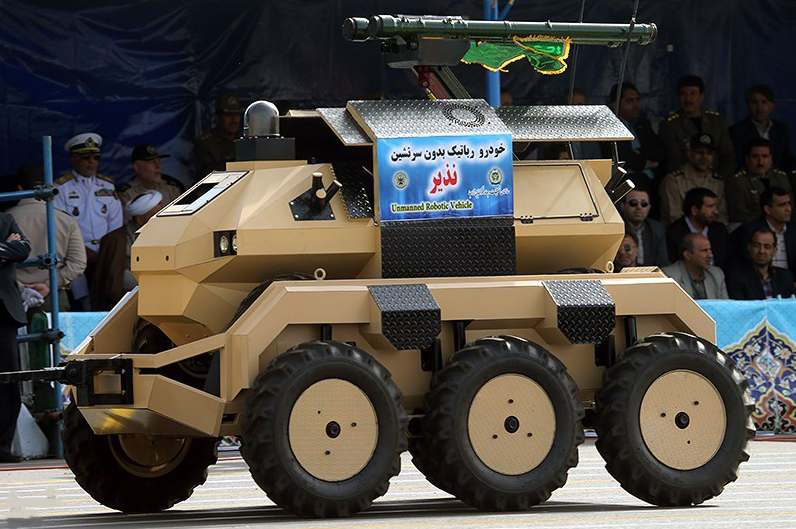
روبوت نذير إيراني الصنع سداسي العجلات

## نبذة عن صناعة الروبوتات العسكرية في جمهورية إيران
تقدمت الصناعة الإيرانية كثيراً ليس في مجال إنتاج درونات انتحارية فحسب بل وفي إنتاج روبوتات مقاتلة قادرة على توجيه ضربات إلى الأهداف الأرضية والجوية والبحرية. تُعتبَر الروبوتات العسكرية سواعد وعيون جديدة لحرس الثورة الإسلامي الإيراني في الحروب غير المتكافئة حيث ان بعض هذه النظم تتمكن مجتمعة، ان تغطي مساحة كبيرة من ساحة العمليات الحربية والمعلوماتية، وكما يمكنها ان تعمل إلى جانب أنظمة أخرى مثل أنظمة الدعم الثابتة لتكون كشبكة واحدة، وتهيء بمعنى الكلمة (أرض مسلحة). وأشار القسم الدفاعي والامني بوكالة مشرق الإخبارية في تقريرٍ له إلى ان تأريخ استخدام الروبوتات والمركبات الآلية الانتحارية المدرعة بدون طاقم "Goliath" يعود إلى الحرب العالمية الثانية، ويتم توصيل الدروع التي تحتوي على مقدار من المواد المتفجرة بالمستخدم، بواسطة كابل خاص. واستُخدِمَت هذه الدروع الانتحارية في البداية من قبل القوات الألمانية، لتدمير جسور ومتاريس وخنادق العدو. وبالطبع فإن هذه الروبوتات الألمانية كانت تعاني من الكثير من المشاكل ومنها مشكلة التوجيه والسيطرة والذي كان سبباً لعدم الاعتناء بها كما يجب في التكنولوجيا العسكرية بعد الحرب العالمية الثانية.حيث ان الربوت العسكري للقوات البرية لحرس الثورة. من الناحية الهيكلية يُعتبَر بعضها صغير نسبياً ومُزَنجَر، ويبلغ مداها 5 كيلومترات مزودة بكاميرا ترمال الفنية ومدفع رشاش ذكي "PKM" تم عليه نصب جهاز تصويري يعمل بالليزر، بالإضافة إلى روبوتات أخرى قادرة على حمل الصواريخ. ان الكثير من الخبراء العسكريين الإيرانيين يعتقدون اليوم، ان التهديدات مثل الهجمات الارهابية والاختطاف وحرب المدن قد اتخذت في الحروب شكلاً جديداً وسوف تتطور يوماً بعد يوم. ان حرب المدن والقتال المتلاحم ونصب الكمائن الانفجارية، ومواضع المدافع الرشاشة، والوحدات المضادة للدروع وكذلك القناصين يمكن ان تشكل مجتمعة تهديدات واسعة للقوات العسكرية الإيرانية. ان واحدة من الأمثلة الحية في هذه القضية هي قضية اشتباكات الجيش العراقي والجيش السوري مع المجموعات المسلحة في هاتين البلدين. في كثير من الأحيان، تكون المسافة بين جبهتين متقاتلين في حرب المدن، أقل من 500 متر، وهنا تبرز أهمية استخدام الروبوتات العسكرية لحرس الثورة الإسلامية. ان هذه الروبوتات في هذه الأجواء لها الأفضلية لأنها ولصغر حجمها واستخدامها محركات كهربائية منخفضة الأصوات والاستهلاك، يصعب على العدو تحديدها واكتشافها. ويمكن لهذه الروبوتات التحرك بسهولة في زوايا ساحة القتال وتقترب من العدو وتقوم في نفس الوقت بإرسال معلوماتها إلى الجهة المرسلة، وتستخدم عند الضرورة اطلاقات 45*7.62 من المدفع الرشاش طراز "PKM" الذي نُصب عليها بالإضافة إلى الاستفادة من جهاز تصويري يعمل بالليزر والذي يلعب دوراً مؤثراً ضد قوات المشاة المعادية كما يمكن استخدام هذه الميزة من قبل الروبوتات غير المُجَنزِرَة أيضاً. كما لايمكن تجاهل الآثار النفسية لمثل هذه الأسلحة على معنويات قوات العدو. وبالطبع لا ينبغي ان ننسى ان وزن مدفع PKM الرشاش يبلغ نحو 9 كيلوغرامات، كما ان حذف مقبض الرشاش من النصب على الربوت قد ساعد على تخفيض جزء من وزنه. وختاماً فإنه على الرغم من ان عمليات تصميم وتصنيع الروبوتات القتالية في القوات المسلحة الإيرانية ليست بكثيرة، إلا ان استخدام هذه الأنظمة الحديثة في مناورات كبيرة ومهمة مثل مناورات الرسول الأعظم (ص) التاسعة أظهرت ان المنجزات الدفاعية الإيرانية وسرعة الاستفادة من هذه الأطروحات والأفكار والمعدات العسكرية أكثر بكثير من الدول الأخرى، وليس من المستبعد ان يتم في المناورات المقبلة للحرس الثوري استخدام أعداد هائلة من هذه الروبوتات المستعدة للمشاركة في العمليات القتالية. واشار قائد القوة البرية للجيش الإيراني العميد كيومرث حيدري إلى أنواع الروبوتات المتطورة لدى الجيش الإيراني، مبيناً ان البعض منها اجتازت مراحلها التجريبية والإنتاجية والتطبيقية كما تم استخدامها في بعض الاختبارات لتحديد مدى طاقاتها.

## كشف النقاب
أعلنت جمهورية إيران عن روبوت نذير عام 2015م، اما تأريخ تدشينه فيعود إلى العام 2016م حيث قامت القوة البرية لجيش الجمهورية الإيرانية بتدشين 3 منجزات من ضمنها عربة روبوت مسلحة يتم توجيهها من بعد وهي عربة (الروبوت نذير)، وتم ذلك خلال الإستعراض الصباحي الذي جرى يوم الإثنين (26/ سبتمر/ 2016م) لوحدات نموذجية تابعة للقوة البرية الإيرانية، لمناسبة إسبوع الدفاع المقدس (1980-1988) وذكرى كسر الحصار عن مدينة آبادان، ولم يتم تقديم معلومات كافية حول هذا الروبوت في وقتها.
 اما التشغيل الفعلي لهذا الروبوت فقد تم الكشف عن ذلك بعد أن أعلن قائد القوة البرية للجيش الإيراني العميد كيومرث حيدري عن تشغيله خلال الإستعراض العسكري بمناسبة اليوم الوطني للجيش الإيراني (الخميس 18 نيسان/أبريل 2019م).

## الخصائص
ان روبوت نذير المسلح يمكنه أن يسير من دون راكب وبشكل (رباعي الدفع)، فهذا الروبوت هو عبارة عن آلية متحركة يمكن التحكم بها وتسييرها عن بعد، ومن خصائص هذا الروبوت أيضاً حمل ما لا يقل عن 600 كلغ ونصب سلاح متوسط عليه.

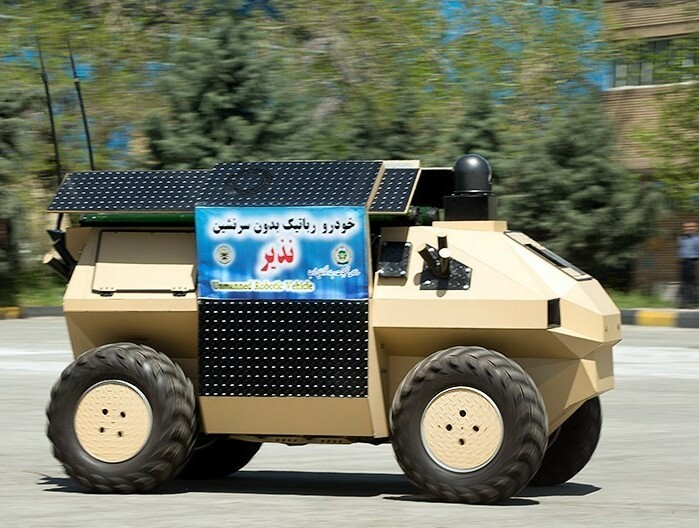
روبوت نذير إيراني الصنع رباعي العجلات

## التسليح
ان روبوت نذير تم تصميمه وتصنيعه على يد الخبراء والمهندسين الإيرانيين ليكون روبوتاً عسكرياً وليس مدنياً، فقد تم إنتاجه ليكون قادراً على حمل شحنات تزن لنحو 600 كغم ويمكن تزويده أيضاً بسلاح متوسط وعلى سبيل المثال رشاش من طراز 7,67 ملم، أو رشاش 12,7 ملم، أو صاروخ مضاد للجو بشعاع عملاني قابل للتحكم حتى كيلومترين. أو صاروخ مضاد للدروع. كما يمكن برمجة هذا الروبوت المسلح لتنفيذ مهام إستطلاعية وقتالية عبر التحكم به عن بعد وبمسافة تبلغ 2 كيلومتر.

## معرض الصور

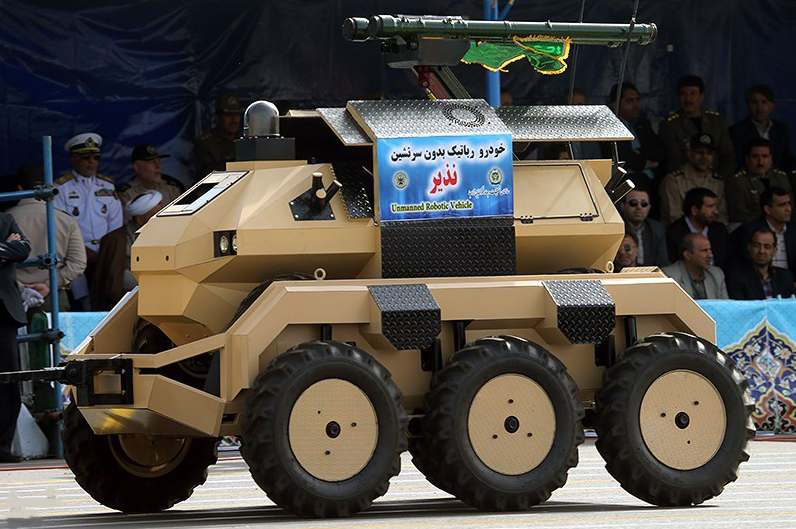
روبوت نذير قاذف الصواريخ سداسي العجلات

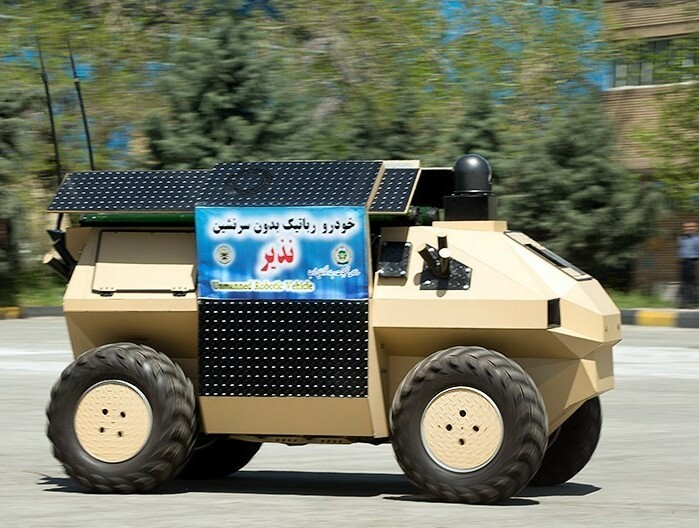
روبوت نذير إيراني الصنع رباعي العجلات

## ردود أفعال
إيران: أشار قائد القوة البرية للجيش الإيراني العميد كيومرث حيدري إلى أنواع الروبوتات المتطورة لدى الجيش الإيراني، مبيناً ان البعض منها إجتازت مراحلها التجريبية والإنتاجية والتطبيقية كما تم إستخدامها في بعض الإختبارات لتحديد مدى طاقاتها. وأكد هذا القائد العسكري الإيراني، ان عرض الأجهزة العسكرية المتطورة خلال إستعراض الجيش مؤشر على إمكانية إنتاج هذه الأجهزة بكميات كبيرة وإستخدامها على نطاق واسع في البلاد.

## طالع ايضاً
- روبوت مفتوح المصدر
- روبوت صناعي
- سورنا 3 (روبوت)
- غواصة غدير
- حرس الثورة الإسلامية
- زورق ذو الفقار الصاروخي
- عماد (صاروخ باليستي)
- نازعات (عائلة صواريخ)
- صاروخ توسن المضاد للدروع
- سومار (صاروخ جوال)
- قيام 1 (صاروخ باليستي)
- سفير (عائلة صواريخ)
- مدفع عاصفه الرشاش
- قناص شاهر
- معراج (طائرة بدون طيار)
- صاروخ سجيل
- صاروخ شهاب 3
- طربيد والفجر
- صاروخ رضوان الباليستي
- مروحية شاهد 285
- زورق ذو الفقار الصاروخي